# Sumpf-Gänsedistel
Die Sumpf-Gänsedistel (Sonchus palustris) ist eine Pflanzenart aus der Gattung der Gänsedisteln (Sonchus) innerhalb der Familie der Korbblütler (Asteraceae). Sie ist im gemäßigten Eurasien weitverbreitet.

## Beschreibung

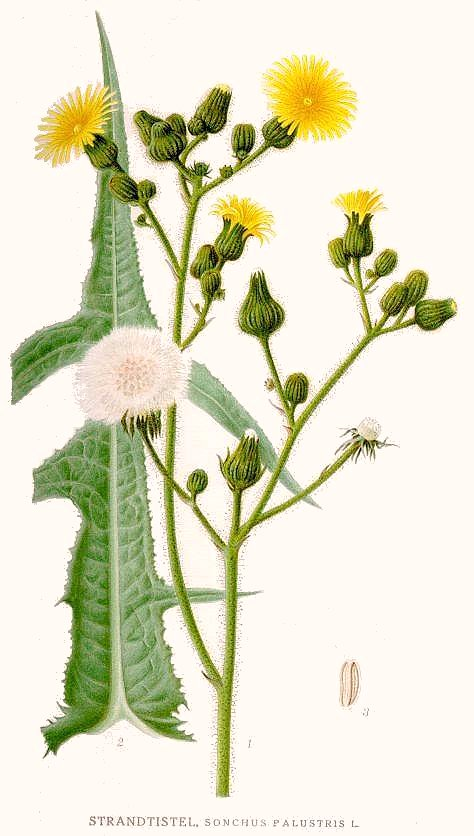
Illustration aus Carl Axel Magnus Lindman: Bilder ur Nordens Flora

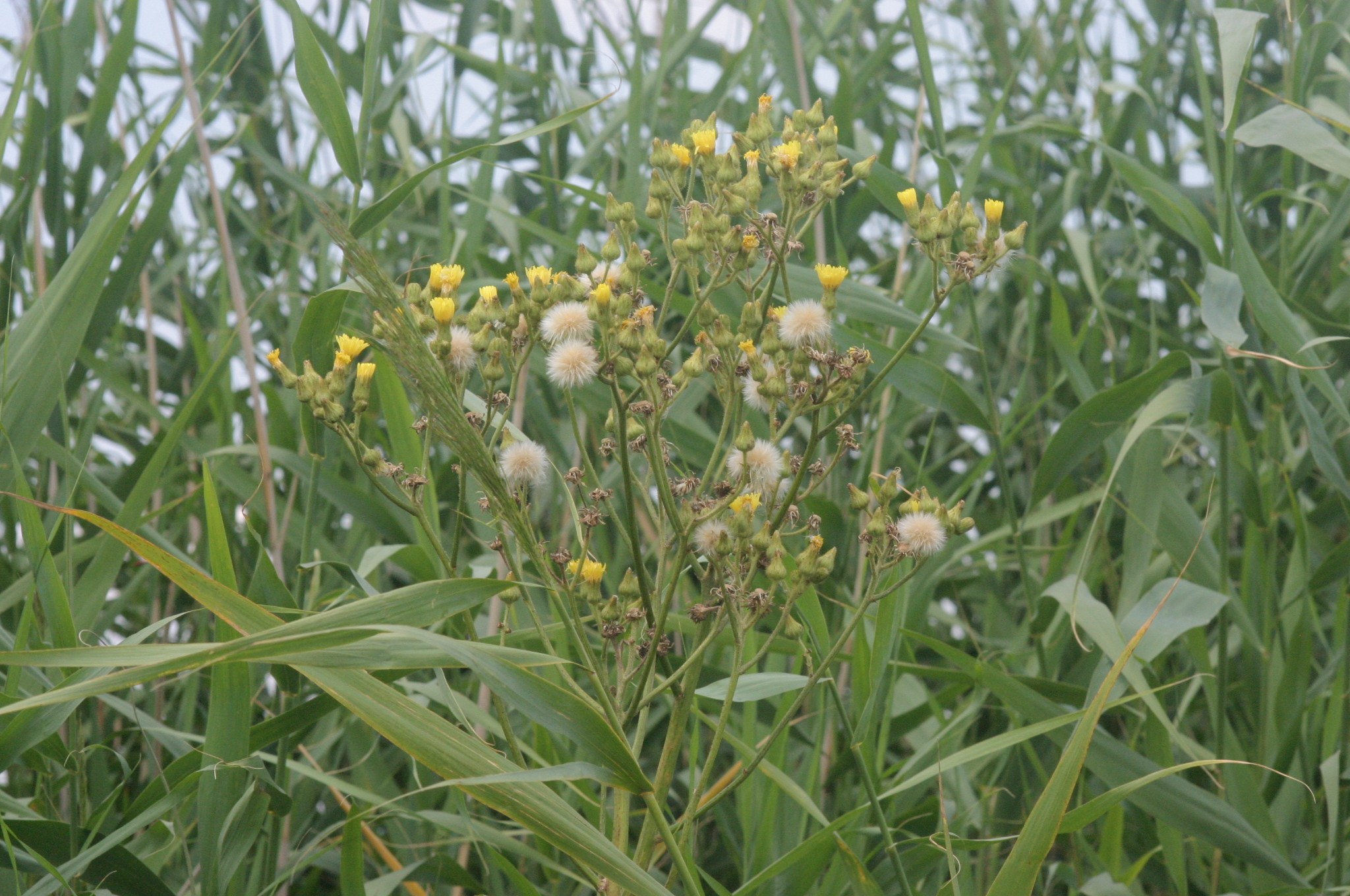
Gesamtblütenstand mit Körbchen in unterschiedlichen Entwicklungsstadien

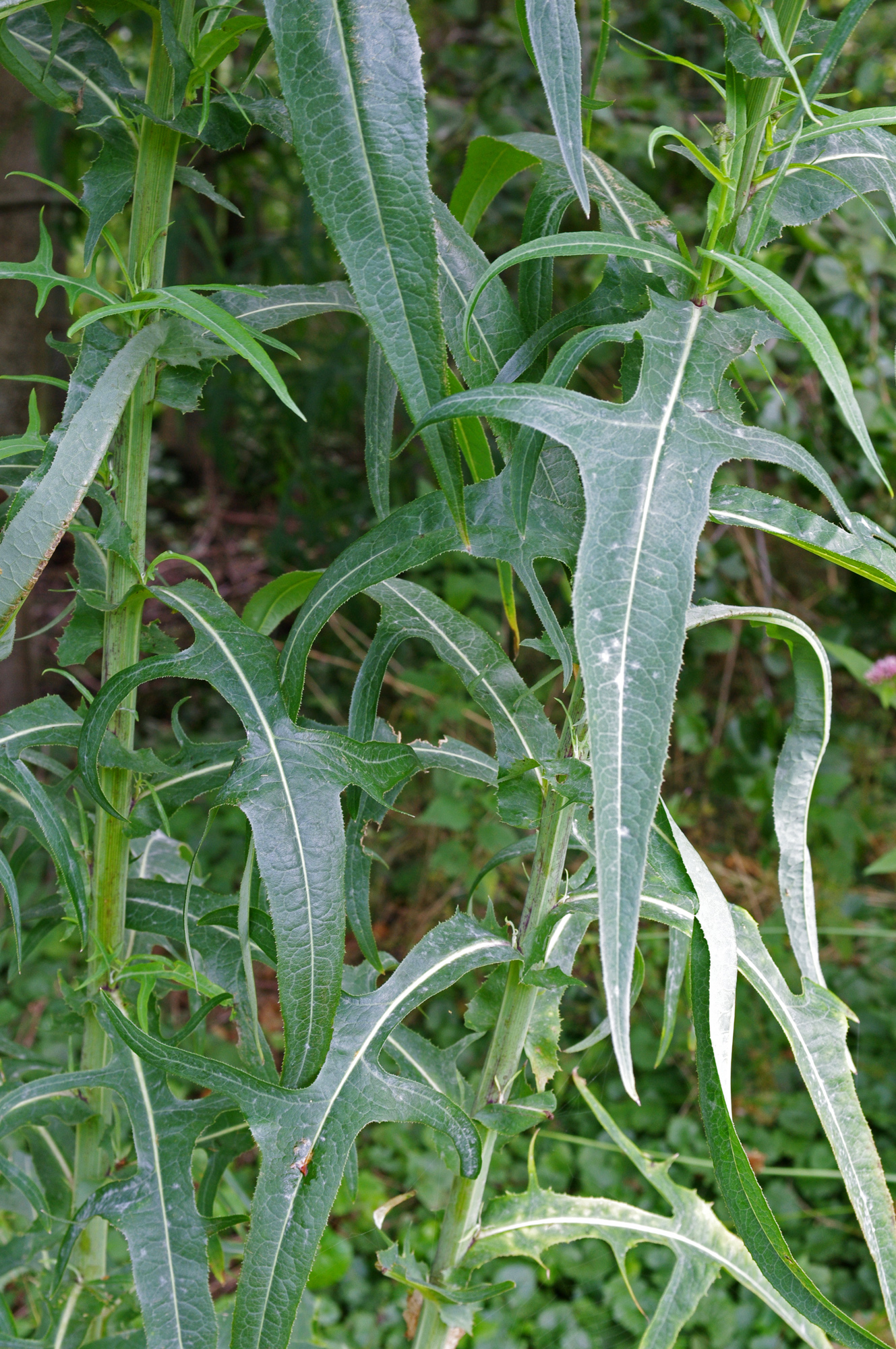
Sitzende, fiederspaltige Laubblätter mit Öhrchen

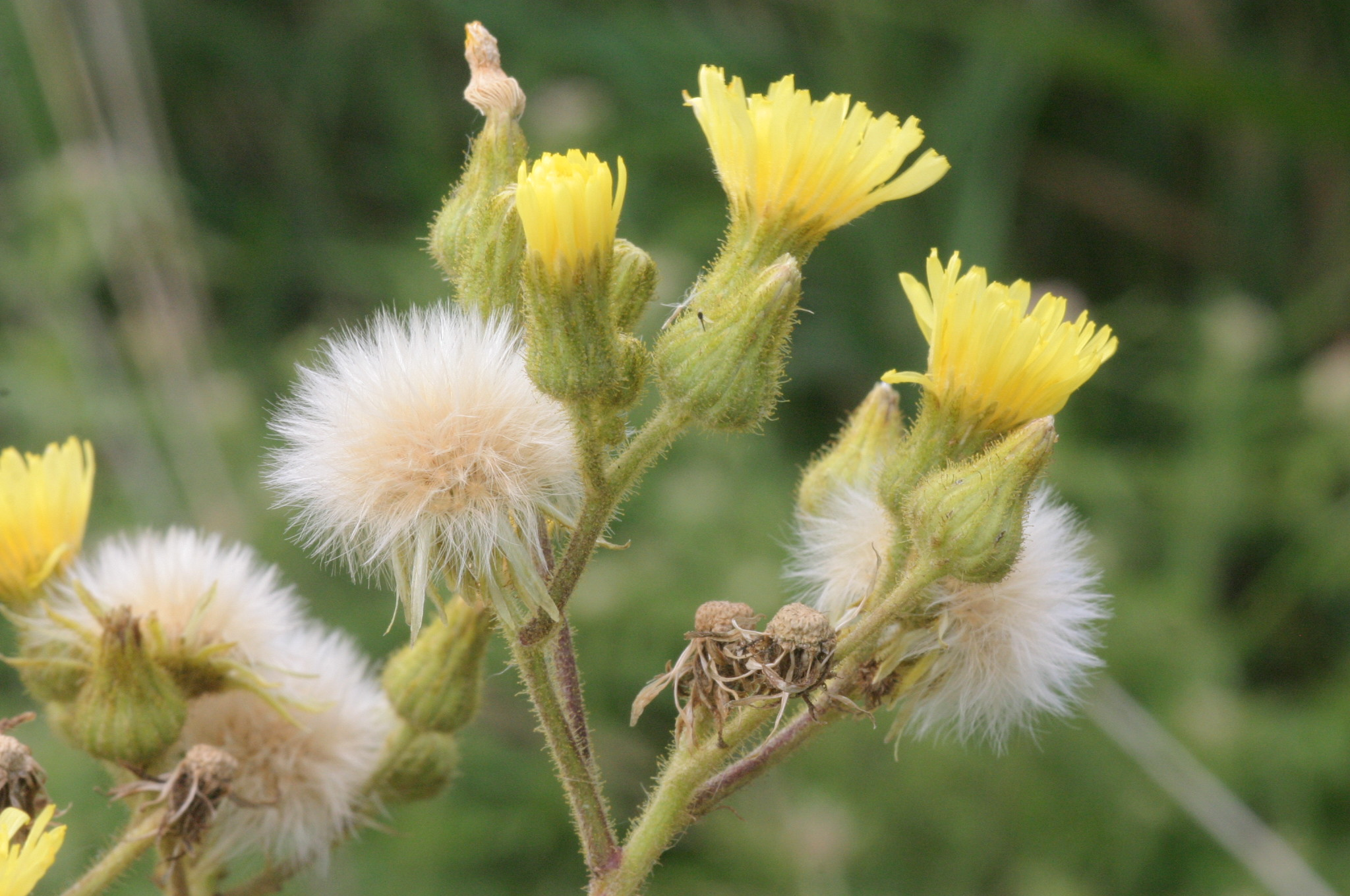
Ausschnitt eines Gesamtblütenstandes mit Körbchen in unterschiedlichen Entwicklungsstadien

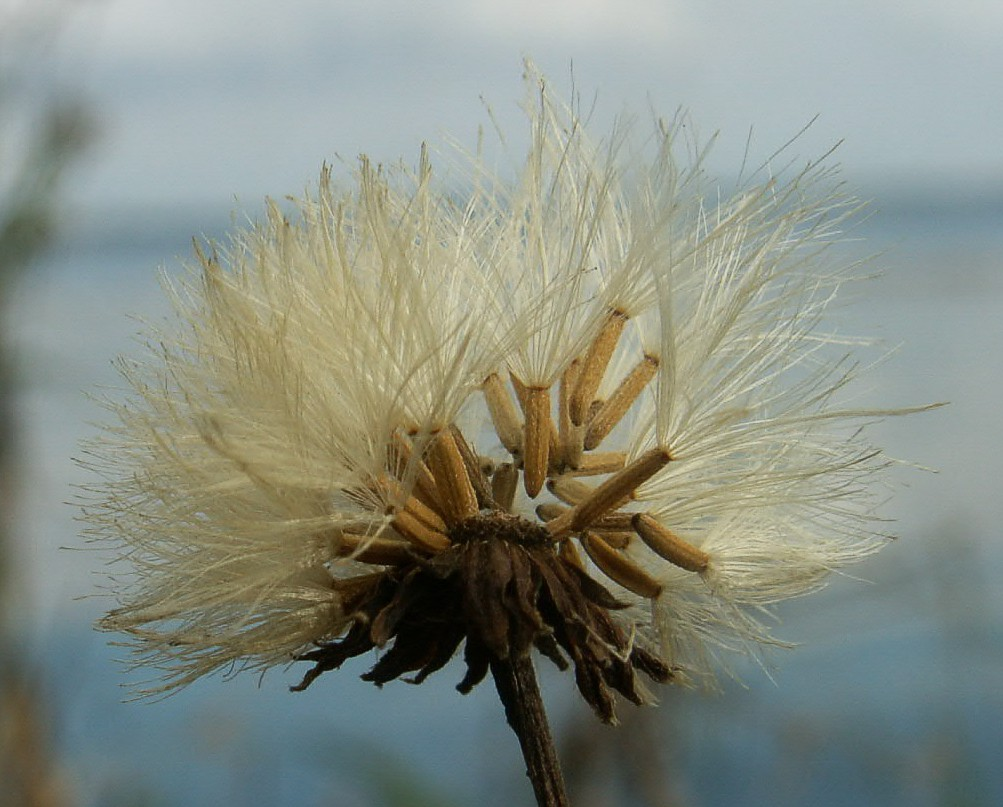
Fruchtstand mit Achänen und Pappus

### Vegetative Merkmale
Die Sumpf-Gänsedistel wächst als sommergrüne, ausdauernde krautige Pflanze und erreicht Wuchshöhen von selten nur 0,3 bis, meist 1 bis 1,5, selten bis zu 3,5 oder mehr Meter, von bis zu 4,25 Meter Wuchshöhe gibt es Berichte. Das relativ kurze und 4 bis 5 Zentimeter dicke Rhizom ist nicht kriechend und bildet Fadenwurzeln. Der hohle Stängel ist im unteren und mittleren Bereich vierkantig; seine Basis weist einen Durchmesser von 1,5 bis 3 Zentimeter auf und ist gerillt, oft hart bis manchmal mehr oder weniger verholzt, die Verzweigung erfolgt oft erst im oberen Bereich und er ist meist mit langen Drüsenhaaren bedeckt, nur selten mehr oder weniger kahl.
Die wechselständig am Stängel angeordneten Laubblätter sind immer sitzend, bläulich-grün und besitzen am pfeilförmigen Grund zugespitzte, abstehende Öhrchen. Die Größe der Laubblätter nimmt nach oben hin deutlich ab. Die untersten Laubblätter sind kahl, bei einer Länge von 15 bis 35 Zentimetern sowie einer Breite von 5 bis 20 Zentimetern und im Umriss verkehrt-lanzettlich bis lanzettlich mit pfeilförmig stängelumfassender Spreitenbasis und spitzem oberem Ende, einfach bis fiederspaltig mit einem großen, dreieckigen bis dreieckig-lanzettlichen Endabschnitt; die Blattränder sind oft stachelig gezähnt, wenn seitliche (ein bis drei Paare) Blattabschnitte vorhanden sind, dann sind sie lanzettlich mit spitzem oberem Ende. Die mittleren Laubblätter besitzen eine meist 15 bis über 20 cm lange und meist 2 bis 3, selten bis zu mehr als 8 Zentimeter breite Blattspreite, die länglich bis lanzettlich oder linealisch ist mit Öhrchen, die mehr oder weniger gerade, lanzettlich bis linealisch sind mit spitzem oberem Ende; sie sind meist einfach, manchmal gelappt mit oft stachelig gezähnten bis mehr oder weniger glatten Blatträndern. Die oberen Laubblätter sind relativ klein, ungeteilt sowie lanzettlich und die obersten reduziert linealisch-lanzettlich bis linealisch.

### Blütenstand und Blüte
Die Blütezeit reicht in Österreich von Juli bis September. In gedrungenen, doldenrispen Gesamtblütenständen stehen viele körbchenförmige Teilblütenstände zusammen. Die relativ dünnen Körbchenstiele sind meist dicht mit borstigen bis gestielten, meist schwarzen Drüsenhaaren bedeckt. Die 9 bis über 13 Millimeter hohe Körbchenhülle (Involucrum) ist schmal bis breit glockenförmig mit zwei oder drei Reihen von Hüllblättern. Die schmutzig-dunkelgrünen, linealisch-lanzettlichen Hüllblätter besitzen ein spitzes bis zugespitztes oberes Ende und sind außen dicht bis meist spärlich mit borstigen bis gestielten, schwarzen Drüsenhaaren besetzt. Die inneren Hüllblätter sind 1 bis 2 Millimeter breit. Die Blütenkörbchen weisen einen Durchmesser von etwa 3 Zentimeter auf.
Die Blütenkörbchen enthalten nur Zungenblüten, es sind meist 70 bis 90. Bei den gelben und etwa 1,2 Zentimeter langen Zungenblüten sind die Zungen etwa gleich lang wie die Kronröhren. Der Griffel ist zweiästig.

### Frucht und Pappus
Die strohfarbene bis gelbliche, oder bräunliche Achäne ist länglich bis schmal ellipsoid mit einer Länge von 3,5 bis 4, selten bis zu 5 Millimeter und einem Durchmesser von etwa 1 Millimeter, etwas abgeflacht, mehr oder weniger viereckig im Querschnitt (prismatisch) und besitzt auf jeder Seite vier bis fünf relativ dicke Längsrippen. Auf und zwischen den Längsrippen ist die Oberfläche der Achäne quer runzelig bis höckerig und auf jeder der vier Flächen zwischen den Längsrippen befindet sich eine stark erhabene Hauptrippe und einige Nebenrippen. Die Früchte reifen in Xinjiang zwischen Juni und September.
Der Pappus ist mit einer Länge von 7 bis 9 Millimeter etwa doppelt so lange wie die Achäne. Der Pappus besteht aus weißen oder manchmal gelblich-weißen, dünnen, weichen, sehr brüchigen Borsten und fällt nach einer Weile mehr oder weniger als Ganzes ab.

### Chromosomensatz
Die Chromosomenzahl beträgt 2n = 18; ausgehend von der Chromosomengrundzahl der Gattung Sonchus von x = 9 liegt Diploidie vor.

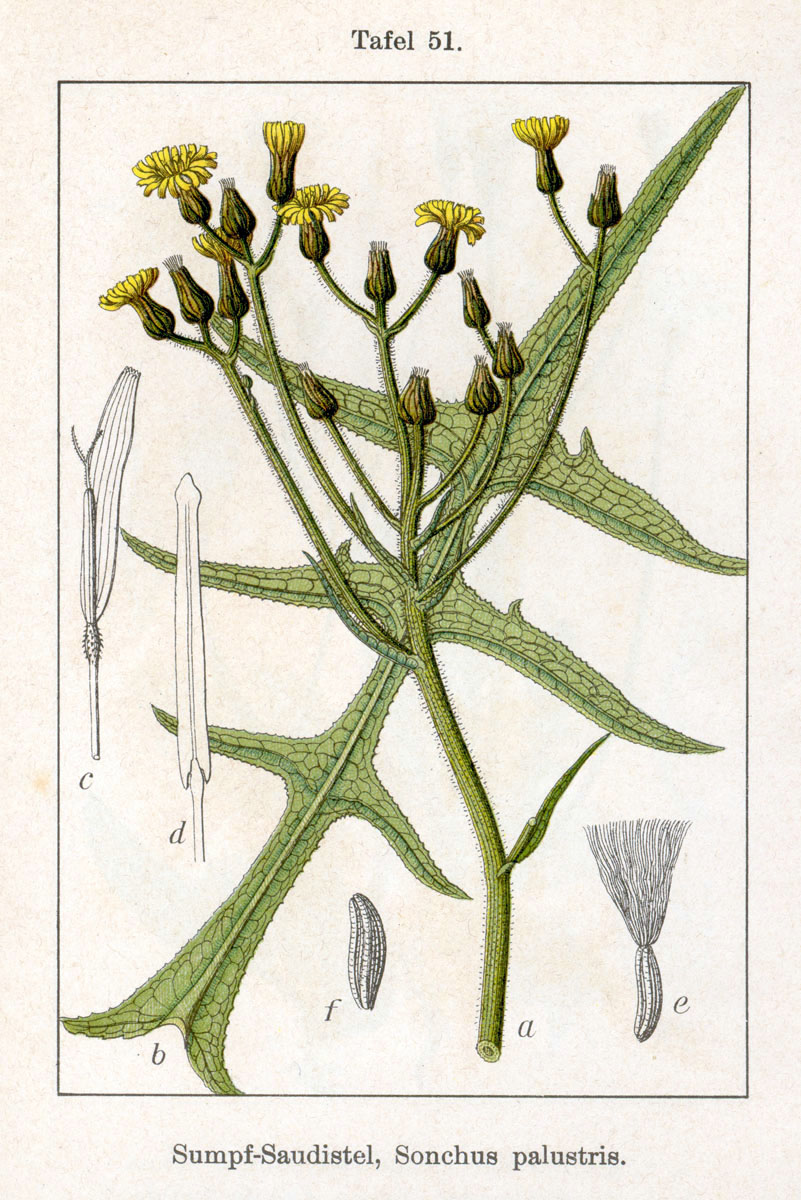
Illustration aus Johann Georg Sturm: Deutschlands Flora in Abbildungen

## Ökologie
Die Sumpf-Gänsedistel ist ein Hemikryptophyt.
Es erfolgt Insektenbestäubung und Selbstbestäubung. Es findet Windausbreitung, Klettausbreitung und Ameisenausbreitung statt.
Die Sumpf-Gänsedistel dient folgenden Insekten als Nahrung: den beiden Minierfliegen (Agromyzidae) Liriomyza sonchi sowie Phytomyza horticola, der Gallmücke (Cecidomyiidae) Cystiphora sonchi, den beiden Röhrenblattläusen (Aphididae) Hyperomyzus lactucae sowie Hyperomyzus pallidus und dem Schatten-Mönch (Cucullia umbratica).

## Vorkommen und Gefährdung
Die Verbreitungskarte von Jäger (1992) zeigt ein sehr disjunktes Gesamtareal. Die Sumpf-Gänsedistel ist ein eurosibirisches temperates Florenelement. Die Hauptverbreitung nach Oberdorfer ist subkontinental, ihr Schwerpunkt liegt also in osteuropäischen Laubwaldgebieten und sie fehlt an den Küsten ebenso wie in den asiatischen Laubwaldgebieten.
Natürliche Vorkommen der Sumpf-Gänsedistel gibt es in Deutschland, Österreich, Italien, Polen, Frankreich, Belgien, in den Niederlanden, im Vereinigten Königreich (hauptsächlich in England), in Dänemark, Norwegen, Schweden, in den Baltischen Staaten, im europäischen Teil Russlands, in der Ukraine, auf der Krim, in Moldawien, Ungarn, Tschechien, in der Slowakei, in Kroatien, Serbien, Rumänien, Altai, Kasachstan, Kirgisistan, Nordkaukasus (Tschetschenien, Karatschai-Tscherkessien, Krasnodar, Stavropol), Tadschikistan, Transkaukasus (Abchasien, Adscharien, Armenien, Aserbaidschan, Georgien), in der Türkei, im Iran, in Turkmenistan, Usbekistan, Westsibirien und Xinjiang.
In Spanien, Griechenland, Korsika, Sardinien und Kanada ist Sonchus palustris ein Neophyt. In Kanada gibt es nur in Ontario zwei Populationen, in Cambridge 1972 und Ottawa 1992 entdeckt.
Die Sumpf-Gänsedistel gedeiht in Auwäldern, nassen nährstoffreichen Staudenfluren, Moorwiesen, Röhrichten und Sümpfen. Sie ist auch salzertragend. Sie gedeiht in Österreich in der collinen Höhenstufe. Sie ist in Österreich selten und kommt im pannonischen Gebiet von Burgenland, Wien und Niederösterreich vor. In Österreich gilt die Sumpf-Gänsedistel als stark gefährdet.
In Deutschland besiedelt die Sumpf-Gänsedistel Gräben, Ufer und Sumpfwiesen. An ihren Standorten bildet sie oft individuenarme Bestände. In Deutschland tritt sie im Tiefland östlich der Elbe zerstreut auf und in den tieferen Lagen der Mittelgebirge, vor allem im Einzugsgebiet des Mains findet man sie vereinzelt. In Deutschland wird sie in der Rote Liste der gefährdeten Arten von 1996 in der Vorwarnliste geführt, da Bestände zurückgehen. In Bayern gilt sie als gefährdet.
Im autonomen Gebiet Xinjiang, also im äußersten Westen der Volksrepublik China, kommt Sonchus palustris an Gewässern in Höhenlagen zwischen 400 und 900 Meter vor.
Die Hauptvorkommen liegen in nährstoffreichen Stauden- und ausdauernden Unkrautfluren, Nebenvorkommen gibt es in Feuchtwiesen. Die Sumpf-Gänsedistel braucht feucht-nasse, stickstoffreiche, sandige oder steinig-lockere Lehm- oder Tonböden.
Sonchus palustris ist eine Charakterart des Angelico-Sonchetum palustris aus dem Verband Convolvulion.
Die Zeigerwerte nach Ellenberg sind: L7 = Halblichtpflanze, T6 = Mäßigwärme- bis Wärmezeiger, K6 =subkontinental, F8w = Feuchte- bis Nässezeiger, Wechselfeuchtezeiger, R7 = Schwachsäure- bis Schwachbasenzeiger, N7 = an stickstoffreichen Standorten häufiger, S1 = schwach salzertragend.

## Taxonomie
Die Erstveröffentlichung von Sonchus palustris erfolgte 1753 durch Carl von Linné in Species Plantarum, Tomus II, S. 793. Synonyme für Sonchus palustris L. sind Sonchus inundatus Popov, Sonchus sespedalis Gilib., Sonchus paludosus Gueldenst. ex Ledeb., Sonchidium palustre (L.) Pomel und Sonchus sagittatus Moench. Das Artepitheton palustris bedeutet „Sumpf-“ und bezieht sich auf den Standort.
Linné schreibt in seiner Erstbeschreibung: Facies a S. arvensi diversissima; Structura tamen ita eadem, ac si S. palustris ex S. arvensi olim ortus fuisset. (Übersetzt: Im Aussehen ist (Sonchus palustris) von Sonchus arvensis völlig verschieden; in der Struktur aber so ähnlich, als wenn Sonchus palustris einst aus Sonchus arvensis entstanden wäre.)
Die bei einigen Autoren als Unterart geführte Sonchus palustris subsp. sosnowskyi (Schchian) Boulos gilt bei den meisten als eigene Art Sonchus sosnowskyi Schchian.